# Чоп (Страж)
48°25′51″ пн. ш. 22°12′43″ сх. д. / 48.43083° пн. ш. 22.21194° сх. д.
Чоп (Страж) — пункт пропуску через державний кордон України на кордоні зі Словаччиною.
Розташований у Закарпатській області на залізничній станції Чоп у місті Чопі на залізничному відрізку Чоп—Словенське Нове Место (Словаччина). Через українське місто проходить європейських автошлях E573. Зі словацького боку знаходиться пункт пропуску «Чиєрна-над-Тісоу», район Требішов, Кошицький край.
Вид пункту пропуску — залізничний (Ширококолійна залізниця Чоп — Чєрна-над-Тисою). Статус пункту пропуску — міжнародний.
Характер перевезень — пасажирський, вантажний.
Окрім радіологічного, митного та прикордонного контролю, пункт пропуску «Чоп» може здійснювати санітарний, фітосанітарний, та ветеринарний контроль.
Пункт пропуску «Чоп» входить до складу митного посту «Чоп—залізничний» Чопської митниці. Код пункту пропуску — 30501 03 00 (12).
Назва «Страж» походить від імені поселення Stráž, яке в 1923 році заснували чехословацькі ветерани-легіонери.

## Галерея

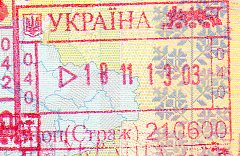
Штамп залізничного пункту пропуску "Чоп (Страж)"